# Sonder
Sonder è il quarto album in studio del gruppo musicale britannico Tesseract, pubblicato il 20 aprile 2018 dalla Kscope.

## Descrizione
Annunciato in concomitanza con il lancio del primo singolo Luminary, Sonder rappresenta il primo album in studio del gruppo a non presentare alcun cambio di formazione, nonché il loro primo concept album. Secondo quanto spiegato dal cantante Dan Tompkins l'album esplora «un senso profondo e divorante di insignificanza, che lega il tema generale e il significato di Sonder».
Tra i brani dell'album è presente anche una nuova versione di Smile, uscito originariamente nel 2017. L'edizione digitale inoltre presenta i brani Beneath My Skin e Mirror Image uniti tra loro, con una durata complessiva di 11:21.

## Tracce
Testi di Daniel Tompkins, musiche di Acle Kahney, Tesseract e Aidan O'Brien.
1. Luminary – 3:12
2. King – 6:56
3. Orbital – 2:19
4. Juno – 5:12
5. Beneath My Skin – 5:34
6. Mirror Image – 5:47
7. Smile – 4:47
8. The Arrow – 2:37

## Formazione
Gruppo
- Acle Kahney – chitarra
- James Monteith – chitarra
- Jamie Postones – batteria
- Daniel Tompkins – voce, field recording
- Amos Williams – basso

Altri musicisti
- Randy Slaugh – conduzione coro, field recording
- Mac Christensen – conduzione e direzione aggiuntiva del coro, coro
- Devin Barrus – coro
- Enoch Campbell – coro
- Austin Bentley – coro
- Michael Jannino – coro
- Alyssa Lemmon Chapman – coro
- Eric Slaugh – coro
- Beau Johnson – coro
- Andres Cardenas – coro
- Ryan Wilkinson – coro
- Kemarie Whiting – coro
- Connor Law – coro
- Robert Jessop – coro
- Kai Christensen – coro
- Rachel Robinson – coro
- Chad Chen – coro
- Scott Hebertson – coro
- Ryan Whitehead – coro
- Kaitlyn Wright – coro
- Jonathan Bradley – coro
- Bryan Barlow – coro
- Rocky Schofield – coro
- Aleksander Hagen – field recording
- Alexander Blocher – field recording
- Alexander Williams – field recording
- Andrew Malphurs – field recording
- Anthony Atoui – field recording
- Austin Chavers – field recording
- Ben Murrie – field recording
- Benoit Hauton – field recording
- Bulazar – field recording
- Buren Andrews – field recording
- Chazz Zethaz – field recording
- Christopher Hubbard – field recording
- Clayton Sargent – field recording
- Dmitry Grin – field recording
- Dorian Pied – field recording
- Gary Rhoades – field recording
- Geoff Brown – field recording
- Giuseppe Di Francesco – field recording
- Gordo Leete – field recording
- Harald Plontke – field recording
- Harry Justus – field recording
- Ian McCoig – field recording
- Jaime Oertel – field recording
- Jarkko Sulasalmi – field recording
- Jason Lam – field recording
- Jeff Francis – field recording
- Jevaugn Fleming – field recording
- Jon Shearer – field recording
- Julia Goryainove – field recording
- Karthik Unnikrishnan – field recording
- Kiko Picasso – field recording
- Kristian Curcic – field recording
- Larry Workman – field recording
- Lathon Vining – field recording
- Leleane Lindenaar – field recording
- Luke Denney – field recording
- Maria – field recording
- Marine Leclève – field recording
- Mark Murphy – field recording
- Matthew Beresford – field recording
- Matthew Dibbs – field recording
- Michael Gaevski – field recording
- Nathan McMahon – field recording
- Nick Borrego – field recording
- Nikolay Anisenya – field recording
- Oscar Dome – field recording
- Panncham Kamdar – field recording
- Rachel Kopecky – field recording
- Ross Carden – field recording
- Ryan Littlefield – field recording
- Serhiy Beykun – field recording
- Shivani Mathur – field recording
- Stephen Flores – field recording
- Tom Christian Braseth – field recording
- Troy Jones – field recording
- Utku Gerçik – field recording
- Zack Mautner – field recording

Produzione
- Acle Kahney – produzione, registrazione, missaggio, mastering
- Tesseract – produzione aggiuntiva
- Aidan O'Brien – produzione e registrazione aggiuntiva
- Daniel Tompkins – registrazione
- Amos Williams – registrazione aggiuntiva
- Randy Slaugh – produzione coro
- Mitch Davis – registrazione coro

## Classifiche
| Classifica (2018)          | Posizione massima |
| -------------------------- | ----------------- |
| Australia                  | 47                |
| Austria                    | 31                |
| Belgio (Fiandre)           | 174               |
| Belgio (Vallonia)          | 112               |
| Francia                    | 148               |
| Germania                   | 48                |
| Regno Unito                | 62                |
| Regno Unito (rock & metal) | 3                 |
| Stati Uniti                | 198               |
| Stati Uniti (hard rock)    | 18                |
| Stati Uniti (rock)         | 43                |
| Svizzera                   | 51                |